# Fratercula dowi
Fratercula dowi (лат.) — вид вымерших птиц из рода тупиков, описанный в 2000 году.

## Описание
Тупики Fratercula dowi были меньше своих нынешних собратьев. Они, по-видимому, являлись промежуточным звеном между нынешними тупиками и близкой к ним птицей тупиком-носорогом. Жили в позднем плейстоцене (30—12 тыс. лет назад).
Первый скелет был найден в октябре 1986 года на острове Сан-Николас. Он был определён как скелет близкого родственника тупика-носорога. Также птицы этого вида близки к топоркам. Дальнейшие поиски в том же месте помогли обнаружить более 6000 субфоссильных останков птиц. В норах были найдены скелеты молодых и взрослых птиц, а также их окаменевшие яйца. Видовой эпитет был дан по имени Рональда Доу, который очень помог палеонтологическим раскопкам, в ходе которых был открыт этот вид.
Средний размер яйца составляет 6,5 см в длину и 4,3 см в толщину (самое широкое место). В гнёздах, как правило, обнаруживали одно яйцо, которое насиживали обе птицы.
Останки колоний этих птиц также были найдены на острове Сан-Мигель и других островах архипелага Чаннел в Тихом океане.